# Chusaris nigropunctata
Chusaris nigropunctata är en fjärilsart som beskrevs av Arnold Pagenstecher. Chusaris nigropunctata ingår i släktet Chusaris och familjen nattflyn. Inga underarter finns listade i Catalogue of Life.